# بلانکا پیک
بلانکا پیک چهارمین قله مرتفع کوه‌های راکی آمریکای شمالی و ایالت کلرادو ایالات متحده است. قله بسیار برجسته ۱۴٬۳۵۱ فوت (۴٬۳۷۴ متر) پیک مرتفع‌ترین قله سیرا بلانا، ماسه سنگ سانگ دو کریستو و کوه‌های سانگ دو کریستو است. در ۱۵٫۵ کیلومتر (۹٫۶ مایل) شمال به شرق (با تحمل ۹ درجه) از بلانکا، کلرادو، در جنگل ملی ریوگراند و شهرستان آلاموسا، کلرادو واقع است.
این قله مرتفع‌ترین نقطه در دو شهرستان و کل حوضه آبریز ریو گرانده است. در زیر صخره شمالی شیب بلانکا، دو یخچال وجود دارند که تا زمان انقراض مدتی بعد از سال ۱۹۰۳ یک بار گسترش یافته بودند. یخچال‌های طبیعی و شمالی بلانکا در دمای ۳۷ درجه و ۳۵ درجه، طول جغرافیایی ۱۰۵ درجه 28W واقع شده‌اند. بلانکا پیک از هر نقطه ای در شرق ایالات متحده از طول جغرافیایی خود بالاتر است.

## جغرافیا
قله بلانکا در انتهای جنوبی محدوده سانگره کریستو، زیرزمینی از کوه‌های گسترده‌تر سانگرو دی کریستو قرار دارد و بلندترین قله در هر دو رشته‌است. تقریباً ۲۰ مایل (۳۲ کیلومتر) شرقی-شمال شرقی شهر آلاموسا، کلرادو. تقریباً ۱۵ مایل (۲۴ کیلومتر) تا شمال-شمال غربی پارک ملی تل‌ماسه‌های بزر است.

## زمین‌شناسی
توده بلانکا سنگ‌های گرانیتی را تشکیل می‌دهد از نظر دوره پرکامبرین است و قدمت آن تقریباً ۱٫۸ میلیارد سال قدمت دارد.

## تاریخ
قله بلانکا برای مردم ناواهو به عنوان کوه مقدس شرق شناخته شده‌است: (به ناواهو Sisnaajiní) (یا Tsisnaasjiní)، طلوع کوه یا کوه پوسته سفید. این کوه به عنوان مرز شرقی دینته، وطن سنتی ناجا شناخته می‌شود. با رنگ سفید همراه است و گفته می‌شود که در روز و سپیده دم پوشانده می‌شود.

## نامهای تاریخی
- قله بلانکا
- کوه بلانکا
- قله سیرا بلانکا
- سیرا بلانکا
- سیسناجینí